# نيفيل هولت
نيفيل هولت (بالإنجليزية: Neville Holt)‏ هو لاعب رماية أسترالي، ولد في 9 مارس 1912، وتوفي في 6 فبراير 2008 في سيدني في أستراليا.

## وصلات خارجية
- نيفيل هولت على موقع أوليمبيديا (الإنجليزية)
- نيفيل هولت على موقع اللجنة الأولمبية الأسترالية (الإنجليزية)